# 巨堤ヘマジ駅
巨堤ヘマジ駅（コジェヘマジえき）は、大韓民国釜山広域市蓮堤区にある韓国鉄道公社（KORAIL）東海線の駅である。
当駅には電鉄線の電車のみが停車する。
ヘマジ（해맞이）は「日の出を見ること」の意。中国語表記では「迎日」としている。

## 歴史
開業時の駅名は巨堤駅だったが、釜山交通公社1号線の巨堤駅とは離れており、むしろ同線の市庁駅のほうが近い。
- 1942年7月1日 - 臨時駅として巨堤駅が開設。当時は1面2線の地上駅であった。
- 1943年6月30日 - 駅舎が竣工。
- 1951年5月1日 - 普通駅に昇格。
- 1954年8月1日 - 陸軍基地線敷設。
- 2005年9月30日 - 貨物取扱中止。
- 2006年5月1日 - 小貨物取扱中止。
- 2009年10月15日 - 駅舎が撤去される。
- 2011年10月5日 - 旅客取り扱い停止。
- 2014年11月5日 - 高架線路に移設（ホームは未完成）。
- 2016年12月30日 - 路線編入により東海線の駅となる[1]。東海電鉄線運行開始とともに巨堤ヘマジ駅へ改称、旅客扱い再開[1]。

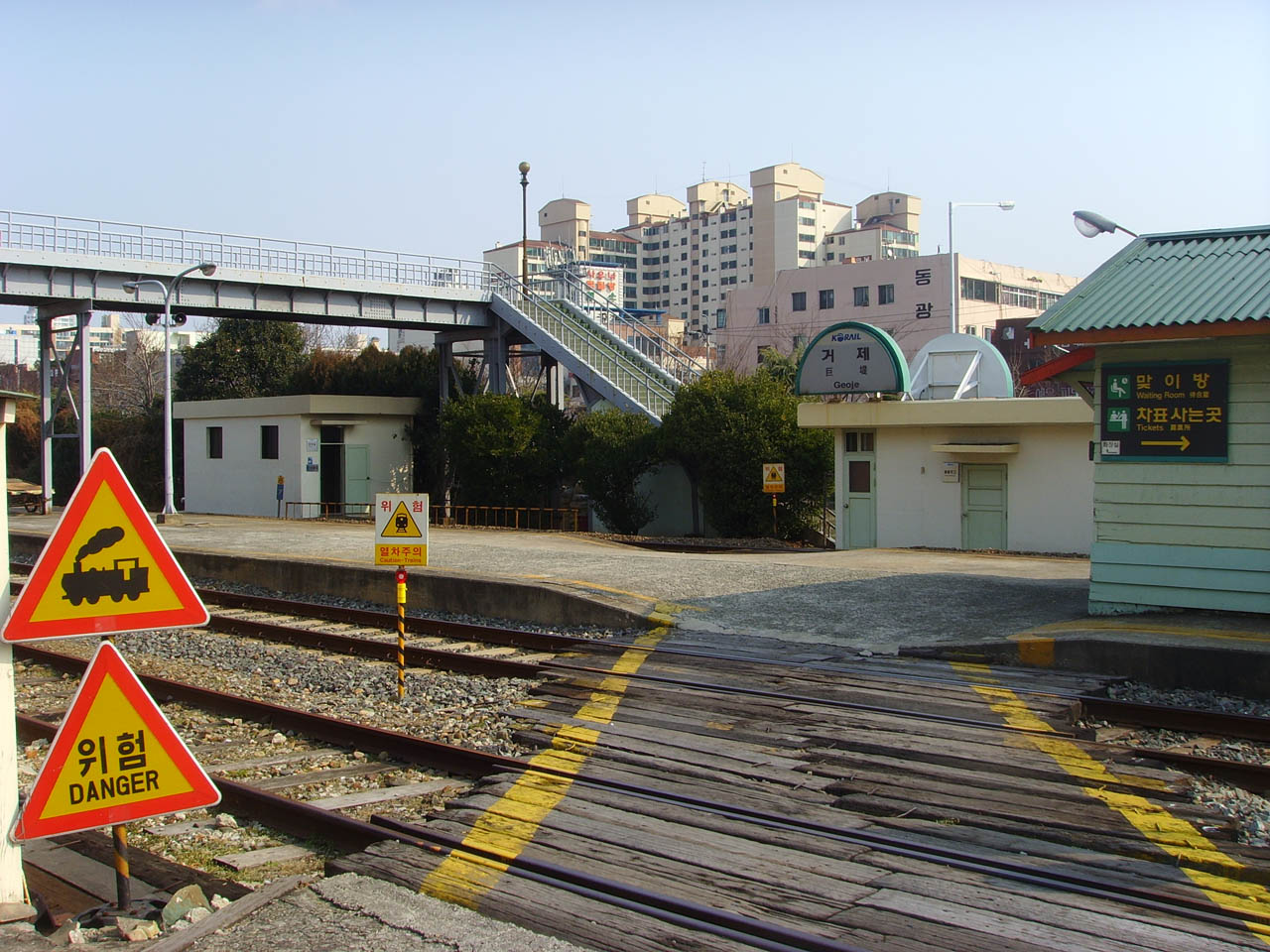
巨堤駅駅舎（2008年2月）
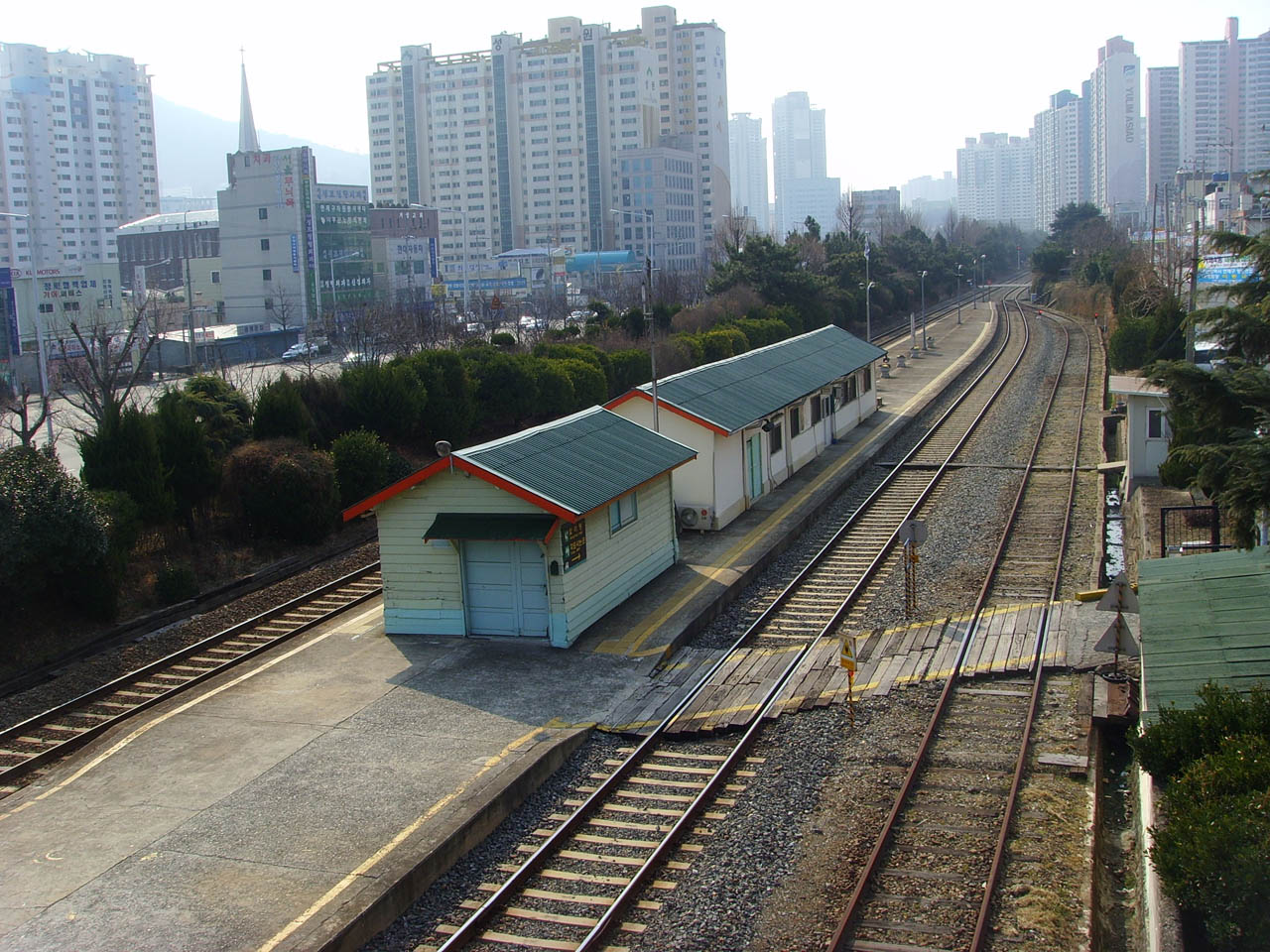
巨堤駅ホーム

## 駅構造
島式ホーム2面4線の高架駅。

### 駅階層
| 地上 2階 | 1番線                                  | →●東海電鉄線 釜田方面へ（釜田駅）→        |
| 地上 2階 | 島式ホーム・身障者用エレベーター設置済 |                                           |
| 地上 2階 | 2番線(通過線)                          | →東海線 釜田方面へ（釜田駅）→             |
| 地上 2階 | 3番線(通過線)                          | ←東海線 太和江・浦項方面へ （センタム駅） |
| 地上 2階 | 島式ホーム・身障者用エレベーター設置済 |                                           |
| 地上 2階 | 4番線                                  | ←●東海電鉄線 太和江方面へ（巨堤駅）       |

| 地上 | コンコース | 出入口、コンコース、自動券売機、改札口、エスカレーター、身障者用エレベーター、トイレ |

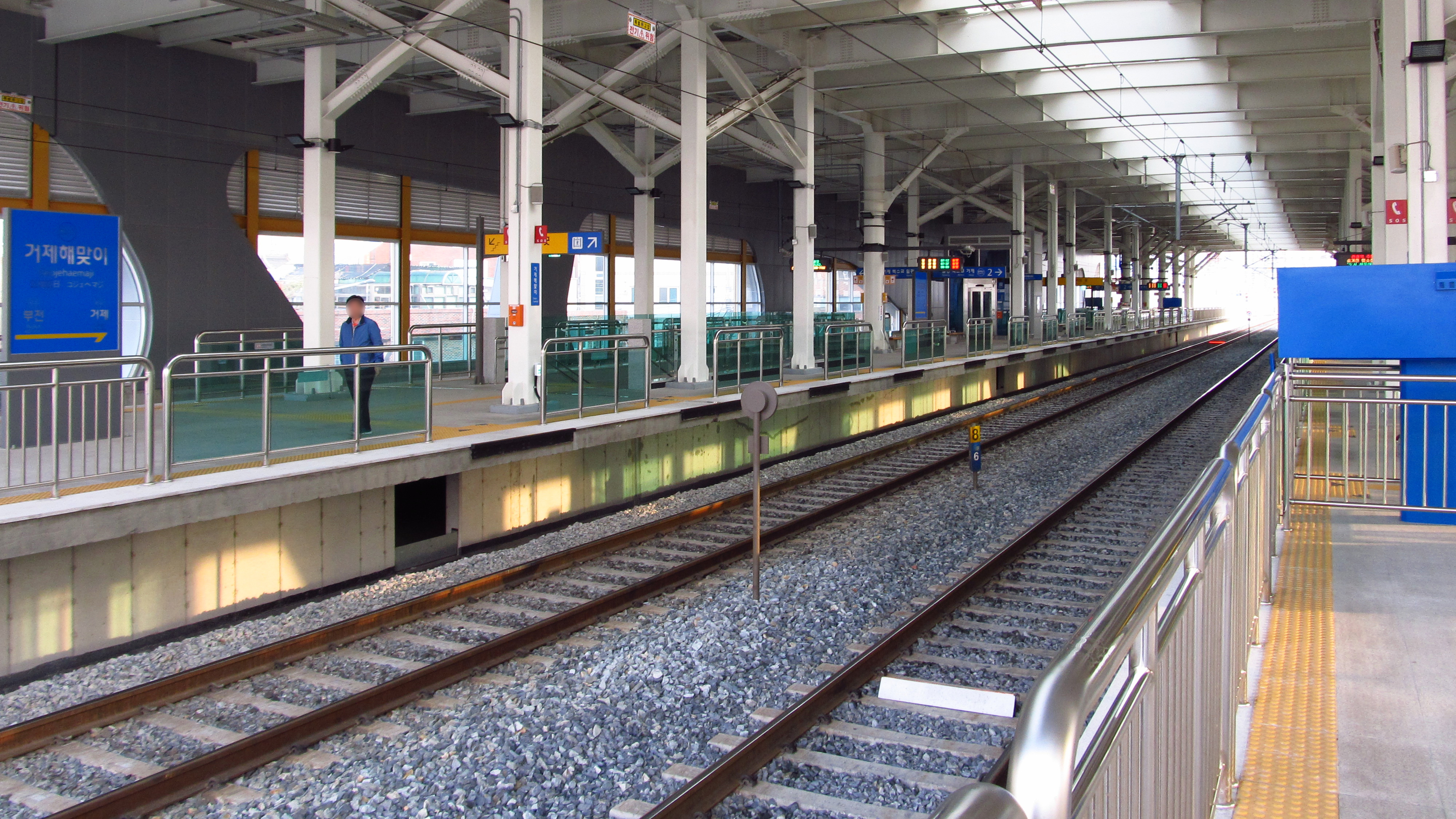
ホームから通過線を望む（2018年3月）

## 駅周辺
- 釜山交通公社1号線市庁駅 - 徒歩圏内だが、乗継割引適用の指定駅ではない。
- 釜山広域市庁
- 釜山広域市教育庁
- 釜山地方警察庁
- 巨堤初等学校
- 巨星中学校
- 桂城情報高校
- 釜山情報高校
- 巨堤市場

## 隣の駅
韓国鉄道公社
東海線
ITX-セマウル
通過
ムグンファ号
通過
●東海電鉄線
釜田駅 - 巨堤ヘマジ駅 - 巨堤駅